# 116 000

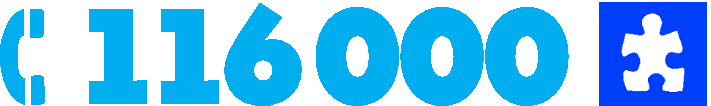
Номер європейської гарячої лінії зниклих дітей та логотип

Карта Європи з країнами, де працює 116 000, позначеними синім

116 000 — європейська гаряча лінія зниклих безвісти дітей. Це була перша гармонізована послуга соціального значення, прийнята Європейським Союзом. Гаряча лінія 116 000 надає безкоштовну негайну допомогу, яка рятує життя, коли діти зникають безвісти.
На дзвінки відповідають місцеві співробітники організацій, що спеціалізуються на справах про зниклих дітей, надаючи за потреби безкоштовні емоційні, психологічні, соціальні, адміністративні та юридичні консультації.

## Покриття
Номер діє в усіх 27 державах-членах Європейського Союзу, а також в Албанії, Сербії, Швейцарії, Україні та Сполученому Королівстві.

## Мета
Загальноєвропейський номер був зарезервований Європейською Комісією з різних причин. По-перше, у міру розширення Шенгенської зони феномен зниклих дітей стає дедалі більшою транскордонною проблемою. По-друге, швидкі дії у випадках зникнення мають життєво важливе значення, оскільки звіт Управління ювенальної юстиції та запобігання правопорушенням Сполучених Штатів свідчить про те, що 76,2 % дітей, убитих після викрадення, вмирають протягом перших трьох годин після зникнення. Крім того, батьки потребують підтримки організації, яка спеціалізується на розгляді таких випадків. І, нарешті, є потреба повідомити про зниклу дитину за межами національних кордонів.

## Історія
Розробка екстреного номера для зниклих дітей, який можна набрати в будь-якій точці Європи, була головною проблемою Missing Children Europe, неурядової організації, що стоїть за номером, з 2005 року.
15 лютого 2007 року Європейська комісія визнала необхідність таких загальноєвропейських зусиль і опублікувала документ, у якому країни-члени вимагали зарезервувати 116 000 як кількість зниклих дітей.
25 травня 2009 року номер був запущений у дев'яти країнах-членах Missing Children Europe. Очікується, що інші держави-члени також запровадять цей номер, оскільки впровадження відбувається на національному рівні.